# Gaio Veturio Cicurino
Gaio Veturio Cicurino (in latino: Gaius Veturius Cicurinus; fl. 455 a.C.) è stato un politico e militare romano.

## Biografia
Fu eletto console assieme a Tito Romilio Roco Vaticano nel 455 a.C..
Il consolato iniziò con il forte dissenso tra i consoli e i tribuni della plebe sulla necessità di procedere alla leva militare, sostenendo i tribuni che si trattasse dell'usuale manovra per non portare a votazione la distribuzione delle terre pubbliche. Alla fine sembrò che i plebei riuscissero a portare la legge a votazione, ma i patrizi vi si opposero, anche fisicamente, impedendo che si formassero le tribù per le votazioni od ostacolando l'attività di quanti erano addetti alle votazioni. Si arrivò anche alla citazione in giudizio dei più facinorosi tra gli oppositori dei patrizi, che però, condannati a pene pecuniarie, furono rifusi dagli altri componenti della propria classe. Il tentativo di portare la legge in votazione fu però definitivamente stroncato dalla notizia delle razzie portata dagli Equi a danno dalla città alleata di Tusculum.
I Tuscolani chiesero l'aiuto dei Romani contro le incursioni degli Equi, che i due consoli affrontarono e sconfissero in battaglia nei pressi del monte Algido. Romilio e Cicurino decisero di vendere il bottino per rimpinguare le vuote casse dell'erario, ma così facendo si inimicarono i plebei, che costituivano la gran parte dell'esercito, e che avevano sperato di spartirsi quel bottino.
L'anno dopo, nel 454 a.C., convocato in giudizio dal tribuno della plebe Gaio Calvo Cicerone, con l'accusa di aver illecitamente impedito che il bottino fosse diviso tra i soldati, e riconosciuto colpevole, venne condannato a pagare una pesante multa di 10.000 assi di bronzo.